# Apl.de.ap
Allan Pineda Lindo, beter bekend onder de artiestennaam Apl.de.ap (Angeles (Filipijnen), 28 november 1974) is een Amerikaanse rapper, die vooral bekend is als lid van The Black Eyed Peas.
Samen met zijn vriend Will.i.am richtte hij in de jaren 90 The Black Eyed Peas op. In de band heeft hij slechts af en toe een strofe de hoofdstem. De hoofdstemmen van die band zijn Fergie en Will.i.am.
Hij heeft één nummer geschreven, getiteld The Apl Song. Dit nummer is te vinden op het album Elephunk (track 11). Mede door zijn achtergrond is het refrein in dit nummer in het Tagalog gezongen.
Naast rapper in The Black Eyed Peas is Lindo ook producent.
Apl.de.ap is bezig met het schrijven en opnemen van een solo-album, hierop werkt hij samen met Chad Hugo (van The Neptunes) en Illmind van G-Unit. Een aantal van de nummers is al te beluisteren op zijn MySpace-pagina.
Op 3 februari 2009 werd zijn halfbroer in het hoofd geschoten toen hij met zijn vriendin in zijn auto zat te eten in de stad Angeles op de Filipijnen.

## Discografie

### Singles
| Single met hitnotering(en) in de Vlaamse Ultratop 50 | Datum van verschijnen | Datum van binnenkomst | Hoogste positie | Aantal weken | Opmerkingen                  |
| ---------------------------------------------------- | --------------------- | --------------------- | --------------- | ------------ | ---------------------------- |
| On the Dancefloor                                    | 2009                  | 12-09-2009            | 39              | 3            | met David Guetta & Will.i.am |

Will.i.am · Apl.de.ap · Taboo · Fergie
- Bibliothèque nationale de France: cb16513808r (data)
- International Standard Name Identifier: 0000 0000 7513 205X
- Library of Congress Control Number: no2010015668
- MusicBrainz: 1325f8d5-ab22-4dc9-8fdc-f7fa6695c493
- Virtual International Authority File: 315533932
- WorldCat: E39PBJqK9qph6dvPkv4dGbxkXd